# Roman Reigns
Leati Joseph «Joe» Anoa'i (Pensacola, Florida, 25 de mayo de 1985) es un luchador profesional, actor y exjugador de fútbol americano estadounidense. Forma parte de la familia Anoa'i samoana, y actualmente trabaja para la empresa WWE, donde se presenta en la marca SmackDown bajo el nombre de «The Tribal Chief» Roman Reigns, además fue Campeón Universal Indiscutible de WWE, Campeón Universal  y Campeón de WWE. 
Entre sus logros más importantes como luchador profesional se destacan seis Campeonatos Mundiales, siendo cuatro veces Campeón de WWE y dos veces Campeón Universal de WWE. Además, se destaca un reinado como Campeón de los Estados Unidos de WWE, un reinado como Campeón Intercontinental de WWE, un reinado como Campeón en Parejas de WWE junto a Seth Rollins y un reinado como Campeón en Parejas de FCW junto a Mike Dalton en el territorio en desarrollo de WWE, Florida Championship Wrestling. También fue el ganador de la edición del Royal Rumble del año 2015, y posee el récord de eliminaciones en la edición del año 2014. Reigns se convirtió en el vigésimo octavo Campeón Triple Corona y en el decimoséptimo Campeón de Grand Slam, y hasta ahora es el segundo miembro de The Shield en conseguirlo después de Dean Ambrose. Además, junto a Brock Lesnar, es uno de los dos luchadores que han vencido a The Undertaker en WrestleMania 30 y WrestleMania 33 respectivamente.
Anoa'i fue miembro del stable The Shield, junto a Seth Rollins y Dean Ambrose desde el 18 de noviembre del 2012 hasta su disolución el 21 de abril del 2019. Desde el año 2015, la WWE ha pretendido establecer a Roman Reigns como «la nueva cara de la empresa», lo que generó cierto descontento entre algunos seguidores de la promoción; a pesar de ello, ha encabezado varios eventos pago por visión de WWE, incluyendo ser main event de los WrestleMania 31, WrestleMania 32, WrestleMania 33, WrestleMania 34, WrestleMania 37, WrestleMania 38, WrestleMania 39 y WrestleMania 40. También cabe destacar que Reigns apareció en la portada del videojuego WWE 2K20 junto a la también luchadora Becky Lynch.
En SummerSlam del año 2020 tuvo un regreso inesperado, cambiando a heel, adoptando un nuevo personaje; poco después en el evento WWE Payback del año 2020 logró derrotar al campeón defensor Bray Wyatt y a Braun Strowman en una Triple Threat Match para así convertirse en 2 veces Campeón Universal de la WWE.

## Carrera como jugador de fútbol americano
Anoa'i jugó al fútbol americano durante toda la secundaria, tres años en la Pensacola Catholic High School además de un año en la escuela secundaria de Escambia. Durante este tiempo, fue nombrado Jugador Defensivo del Año por el Pensacola News Journal. Luego asistió al Instituto de Tecnología de Georgia, en el equipo de los Yellow Jackets, y fue nombrado en el primer equipo All-ACC en su último año. Después de ser seleccionado en el NFL Draft 2007, fue firmado por los Vikingos de Minnesota. En el momento de ser cortado por los vikingos, que se añadió a la lista Jaguares de Jacksonville para proporcionar profundidad como Tackle Defensivo. En el 2008, Anoa'i fue firmado por los esquimales de Edmonton y aceptó un puesto en el roster de la práctica del equipo.

## Carrera como luchador profesional

### World Wrestling Entertainment/WWE

#### Territorios de desarrollo (2010-2012)
Anoa'i hizo su primera incursión en la lucha libre en julio de 2010, cuando firmó un contrato de desarrollo con la World Wrestling Entertainment (WWE) y luego fue asignado a su territorio de desarrollo Florida Championship Wrestling (FCW). Debutó el 9 de septiembre de 2010, usando el nombre de Roman Leakee (a menudo abreviado a Leakee), en una derrota ante Richie Steamboat en una lucha individual. Se produjeron más derrotas ante Idol Stevens y Wes Brisco, antes de que obtuviera su primera victoria el 21 de septiembre sobre Fahd Rakman. Continuó compitiendo en FCW durante el resto del año, luchando principalmente en luchas por equipos. En el episodio del 16 de enero de 2011 de FCW, Leakee era un competidor en un Grand Royal de 30 hombres, pero fue eliminado. Más tarde en 2011, Leakee formó un equipo con Donny Marlow y desafiaron a Calvin Raines y Big E Langston por los Campeonatos en Parejas de Florida de FCW el 8 de julio, pero fueron derrotados.
En 2012, Leakee cubrió al Campeón Peso Pesado de Florida de FCW Leo Kruger durante una lucha por equipos en el episodio del 8 de enero de FCW. En el episodio del 5 de febrero de FCW, derrotó a Dean Ambrose y Seth Rollins en un Triple Threat Match para convertirse en el contendiente #1 al Campeonato Peso Pesado de Florida de FCW. Sin embargo, no pudo ganar el campeonato cuando perdió ante el entonces campeón Kruger la semana siguiente. Leakee ganó más tarde los Campeonatos en Parejas de Florida de FCW con Mike Dalton, y perderían los títulos ante CJ Parker & Jason Jordan poco después.
Después de que la WWE cambiara el nombre de FCW a NXT en agosto de 2012, Anoa'i, con el nuevo nombre de Roman Reigns y como heel, hizo su debut en el episodio del 31 de octubre de NXT, derrotando a CJ Parker. Después de derrotar a Chase Donovan dos semanas después, Reigns tuvo su último combate en el episodio del 5 de diciembre de NXT, derrotando a Gavin Reids.

#### The Shield (2012-2014)

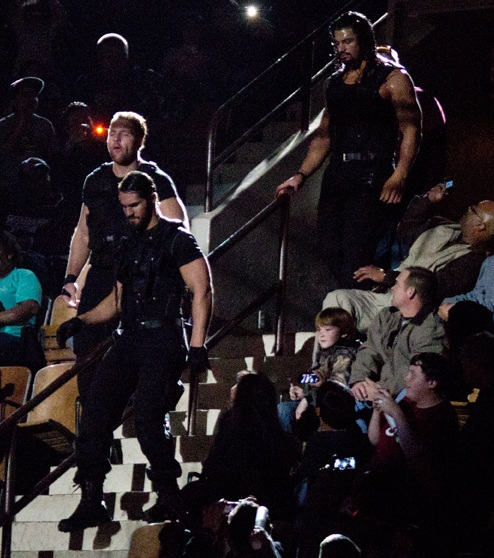
Reigns (atrás) hizo su debut en el roster principal de WWE como un miembro de The Shield, esto en noviembre de 2012.

Reigns hizo su debut en el elenco principal el 18 de noviembre en Survivor Series junto con Dean Ambrose y Seth Rollins, atacando a Ryback durante el evento principal por el Campeonato de WWE, permitiendo que CM Punk retuviera el título. El trío se autodenominó The Shield y juró reunirse contra la "injusticia", mientras negaba trabajar para Punk, aunque rutinariamente saldrían de entre la multitud para atacar a los adversarios de Punk, incluidos Ryback y los Campeones en Parejas de WWE Team Hell No (Daniel Bryan & Kane). Esto condujo a un Six-Man Tag Team Tables, Ladders and Chairs Match el 16 de diciembre en TLC: Tables, Ladders & Chairs en el que Reigns, Ambrose & Rollins derrotaron a Team Hell No & Ryback en su debut siendo su primera victoria como grupo. The Shield continuó ayudando al Punk en enero de 2013, atacando tanto a Ryback como a The Rock, el primo de la vida real de Reigns. En el episodio del 28 de enero de Raw, se reveló que Punk y su mánager Paul Heyman habían estado pagándole a The Shield y Brad Maddox para que trabajaran para ellos.
Luego de eso, The Shield terminó silenciosamente su asociación con Punk al comenzar un feudo con Ryback, John Cena y Sheamus que los llevó a un Six-Man Tag Team Match el 17 de febrero en Elimination Chamber, el cual ganó The Shield. The Shield tuvo su primer combate en Raw la noche siguiente, donde derrotaron a Ryback, Sheamus & Chris Jericho. Luego de eso, Sheamus formó una alianza con Randy Orton y Big Show para enfrentar al trío el 7 de abril en WrestleMania 29, donde The Shield salió victorioso en su primer combate en WrestleMania. La noche siguiente en Raw, The Shield intentó atacar a The Undertaker, pero fueron detenidos por Team Hell No. Esto estableció un Six-Man Tag Team Match en el episodio del 22 de abril de Raw, el cual ganó The Shield. En el episodio del 13 de mayo de Raw, la racha invicta de The Shield en combates por equipos terminó con una derrota por descalificación en un Six-Man Tag Team Elimination Match contra Cena, Kane y Bryan.
El 19 de mayo en Extreme Rules, Reigns & Rollins derrotaron a Team Hell No en un Tornado Tag Team Match para ganar los Campeonatos en Parejas de WWE. Hicieron su primera defensa de los títulos en el episodio del 27 de mayo de Raw, derrotando a Team Hell No en una revancha. En el episodio del 14 de junio de SmackDown, la racha "no cuenta de tres/no rendición" de The Shield en combates por equipo llegó a su fin a manos de Team Hell No & Randy Orton, cuando Bryan hizo que Rollins se rindiera. Reigns & Rollins derrotaron a Bryan & Orton en Payback para retener los Campeonatos en Parejas de WWE. Más defensas exitosas de los títulos siguieron contra The Usos el 14 de julio durante el pre-show de Money in the Bank y contra The Prime Time Players (Darren Young & Titus O'Neil) el 15 de septiembre en Night of Champions. En el episodio del 23 de septiembre de Raw, Reigns recibió la cuenta de tres por primera vez en el elenco principal por cortesía de The Usos cuando The Shield participó y perdió un 11-on-3 Handicap Elimination Match.
En agosto, The Shield comenzó a trabajar para el jefe de operaciones Triple H y The Authority. En el episodio del 30 de septiembre de Raw, Triple H le dio una oportunidad a Cody Rhodes y Goldust de volver a la WWE si derrotaban a Reigns & Rollins en Battleground, pero si The Shield ganaba, no solo no volverían a la WWE, si no que su padre, Dusty Rhodes, sería despedido. En el evento, The Shield fue derrotado. En el episodio del 14 de octubre de Raw, Reigns & Rollins perdieron los Campeonatos en Parejas de WWE ante Cody Rhodes & Goldust en un No Disqualification Match, luego de la interferencia de The Big Show. El 27 de octubre en Hell in a Cell, Reigns & Rollins no pudieron recuperar los títulos en un Triple Threat Tag Team Match contra Rhodes & Goldust y The Usos. Las primeras semillas de disensión se sembraron en The Shield (especialmente entre Ambrose y Reigns) con la jactancia de Ambrose de ser el único miembro que quedó con un campeonato. El 24 de noviembre en Survivor Series, Reigns fue el único sobreviviente de su equipo en un 5-on-5 Survivor Series Traditional Elimination Match después de eliminar a cuatro oponentes. El 15 de diciembre en TLC: Tables, Ladders and Chairs, The Shield fue derrotado por CM Punk en un 3-on-1 Handicap Match luego de que Reigns aplicara un Spear accidentalmente a Ambrose, agrandando la tensión entre el equipo.
Reigns derrotó a Punk en una lucha individual después de una distracción de Ambrose en el episodio especial del 6 de enero de 2014 de Raw Old School, convirtiéndolo en el único miembro de The Shield en haber vencido a Punk. El 26 de enero en Royal Rumble 2014, Reigns ingresó al Royal Rumble Match como el #15 y estableció el récord de mayor número de eliminaciones en un solo Royal Rumble Match con 12, ya que eliminó a sus compañeros de The Shield antes de ser el último eliminado por el eventual ganador Batista. La noche siguiente en Raw, The Shield compitió en un Six-Man Tag Team Match contra Daniel Bryan, Sheamus y John Cena, con los tres miembros del equipo ganador clasificando a un Elimination Chamber Match por el Campeonato Mundial Peso Pesado de WWE, el cual The Shield perdió por descalificación después de que The Wyatt Family interfiriera y atacaran a Cena, Bryan y Sheamus. The Shield quería venganza y se les concedió un Six-Man Tag Team Match contra The Wyatt Family el 24 de febrero en Elimination Chamber, en el que The Shield perdió. A pesar de más discusiones, The Shield se reconcilió en marzo.

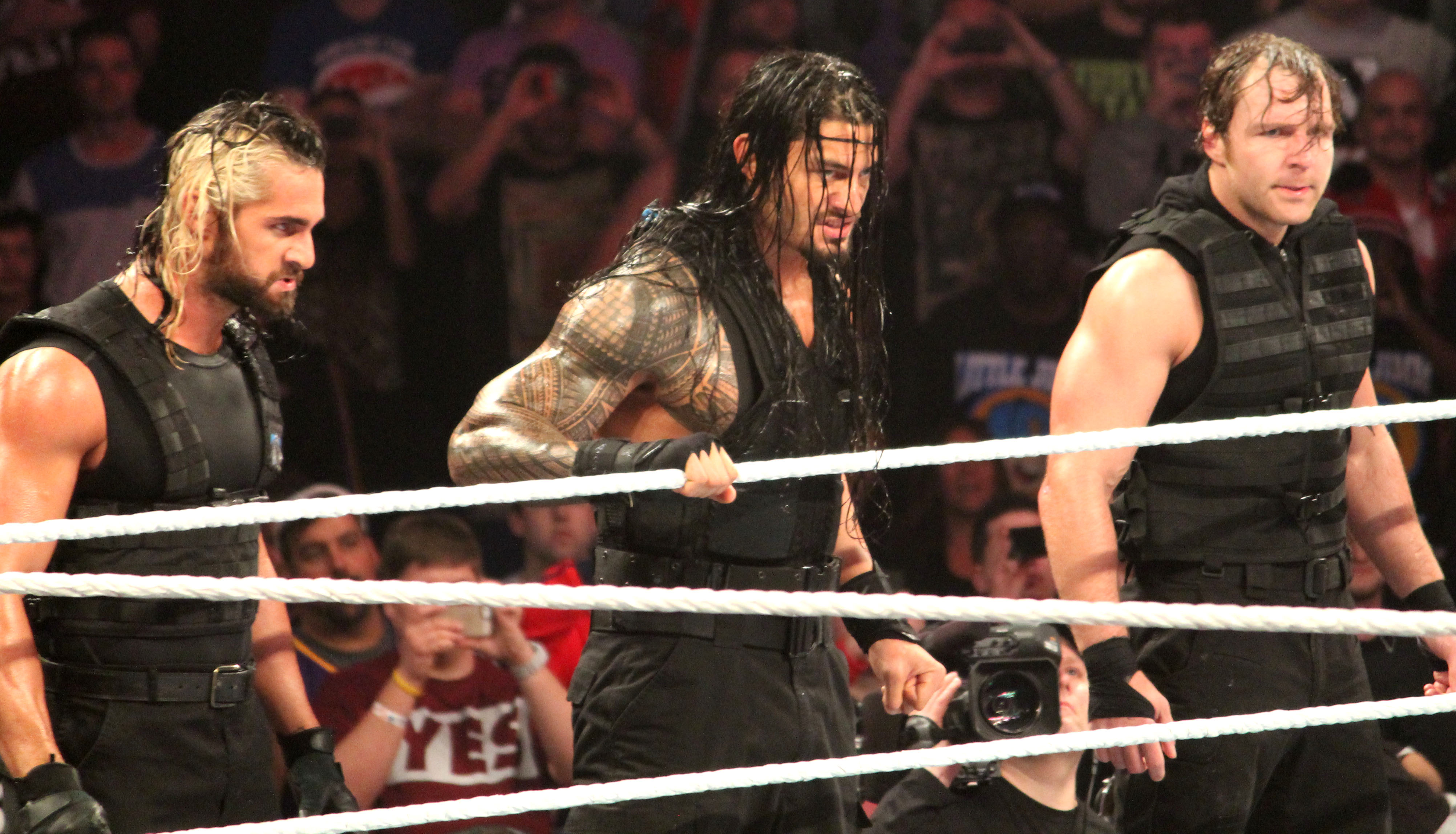
The Shield en abril de 2014.

En marzo, The Shield apareció aparentemente para atacar a Jerry Lawler, pero en realidad lo hicieron para atacar a Kane, convirtiendo a todos los miembros de The Shield en faces en el proceso. Durante las siguientes semanas, The Shield continuó intercambiando ataques con Kane, quien se unió con The New Age Outlaws (Billy Gunn & Road Dogg), lo que condujo a un combate entre los dos equipos el 6 de abril en WrestleMania XXX, el cual ganó The Shield. El feudo con Kane también provocó que The Shield rompiera sus vínculos con Triple H, quien reformó Evolution para contrarrestarlos. Más tarde, The Shield derrotó a Evolution tanto en Extreme Rules como en Payback. Después de que Batista "abandona" la WWE en el episodio del 2 de junio de Raw, Triple H inició su "Plan B" que involucró a Rollins traicionando a The Shield y aliándose con Triple H y The Authority.

#### Ascenso controversial a estatus de evento principal (2014-2015)

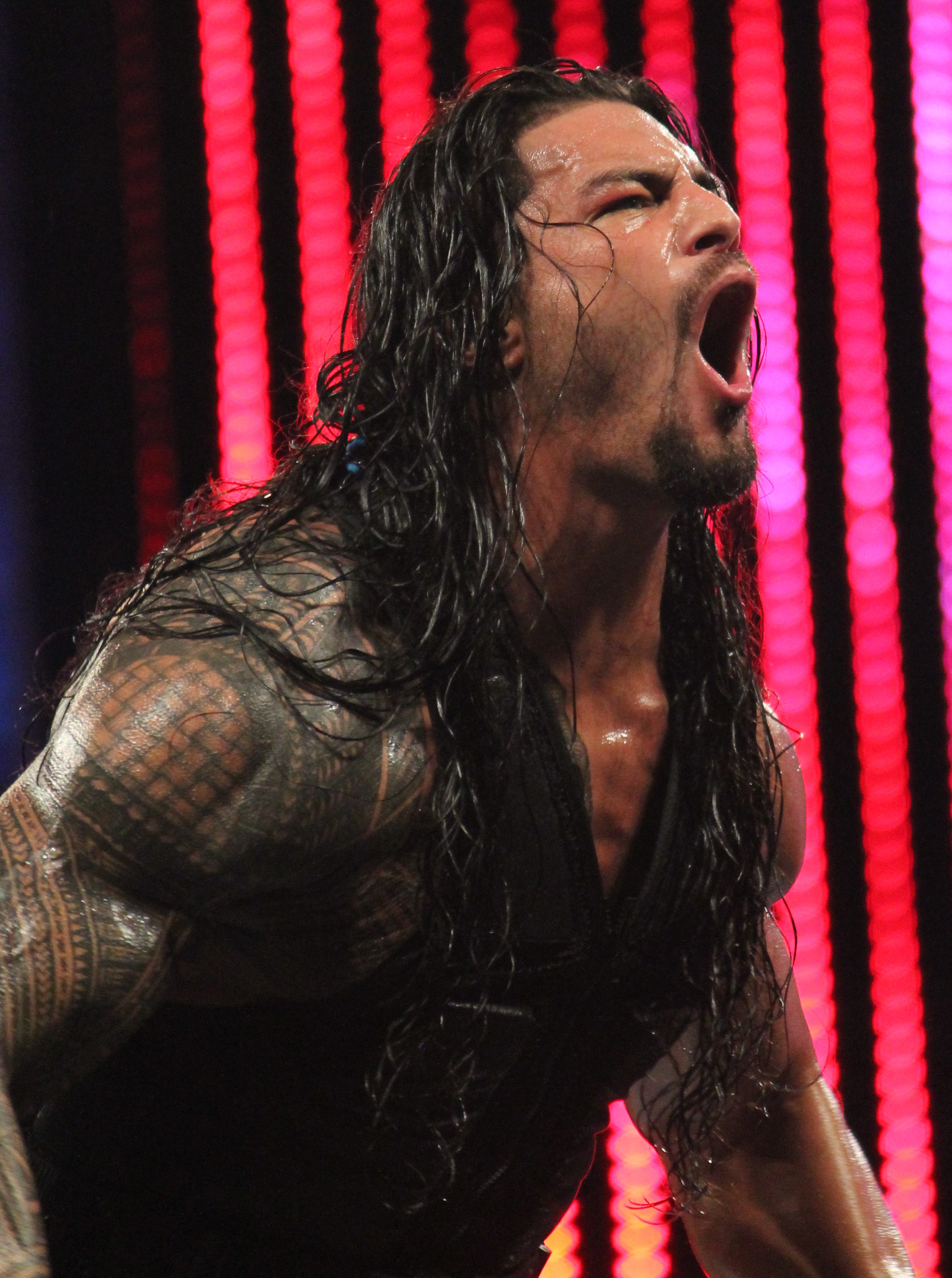
Reigns en abril de 2014.

Después de la disolución de The Shield en junio de 2014, Reigns (ahora como luchador individual) se involucró rápidamente en la contienda por el título mundial ese mes y encabezó los próximos dos eventos de pago por visión. El primero cuando, dos semanas después de la traición de Rollins, Reigns ganó un Battle Royal en el episodio del 16 de junio de Raw para ganar un lugar en el Ladder Match por el vacante Campeonato Mundial Peso Pesado de WWE el 29 de junio en Money in the Bank, pero no pudo ganar el título durante el evento principal del evento. El segundo fue el 20 de julio en Battleground, donde Reigns nuevamente no tuvo éxito en ganar el título mundial, esta vez en un Fatal 4-Way Match en el evento principal del evento (el cual también involucró a Kane, Randy Orton y al campeón defensor John Cena). La noche siguiente en Raw, Reigns comenzó un feudo con Randy Orton, lo que condujo a una lucha entre los dos el 17 de agosto en SummerSlam, donde Reigns derrotó a Orton. Mientras tanto, los excompañeros de equipo de Reigns, Dean Ambrose y Seth Rollins, habían estado en un feudo debido a la traición de Rollins, con Rollins derrotando a Ambrose en cinco combates y finalmente lesionando a Ambrose (kayfabe). Esto condujo a un feudo entre Reigns y Rollins, estableciendo una lucha individual para el 21 de septiembre en Night of Champions, a pesar de que seis días antes del evento derrotó limpiamente a Rollins en una lucha individual en Raw. Luego, Reigns desarrolló una hernia encarcelada legítima que requirió cirugía uno o dos días antes de Night of Champions y, como resultado, Rollins fue declarado ganador por abandono, mientras que Reigns quedó fuera de acción indefinidamente.
Reigns regresó a la televisión en el episodio del 8 de diciembre de Raw, aceptando el premio Slammy Award a la "Superestrella del Año". El 14 de diciembre en TLC: Tables, Ladders & Chairs, cuando Big Show interfirió en el combate de John Cena contra Seth Rollins, Reigns atacó tanto a The Big Show como a Rollins, ayudando a Cena a ganar. Esto hizo que comenzara un feudo entre Reigns y Big Show, en el que Reigns lo derrotó varias veces por cuenta fuera y descalificación.

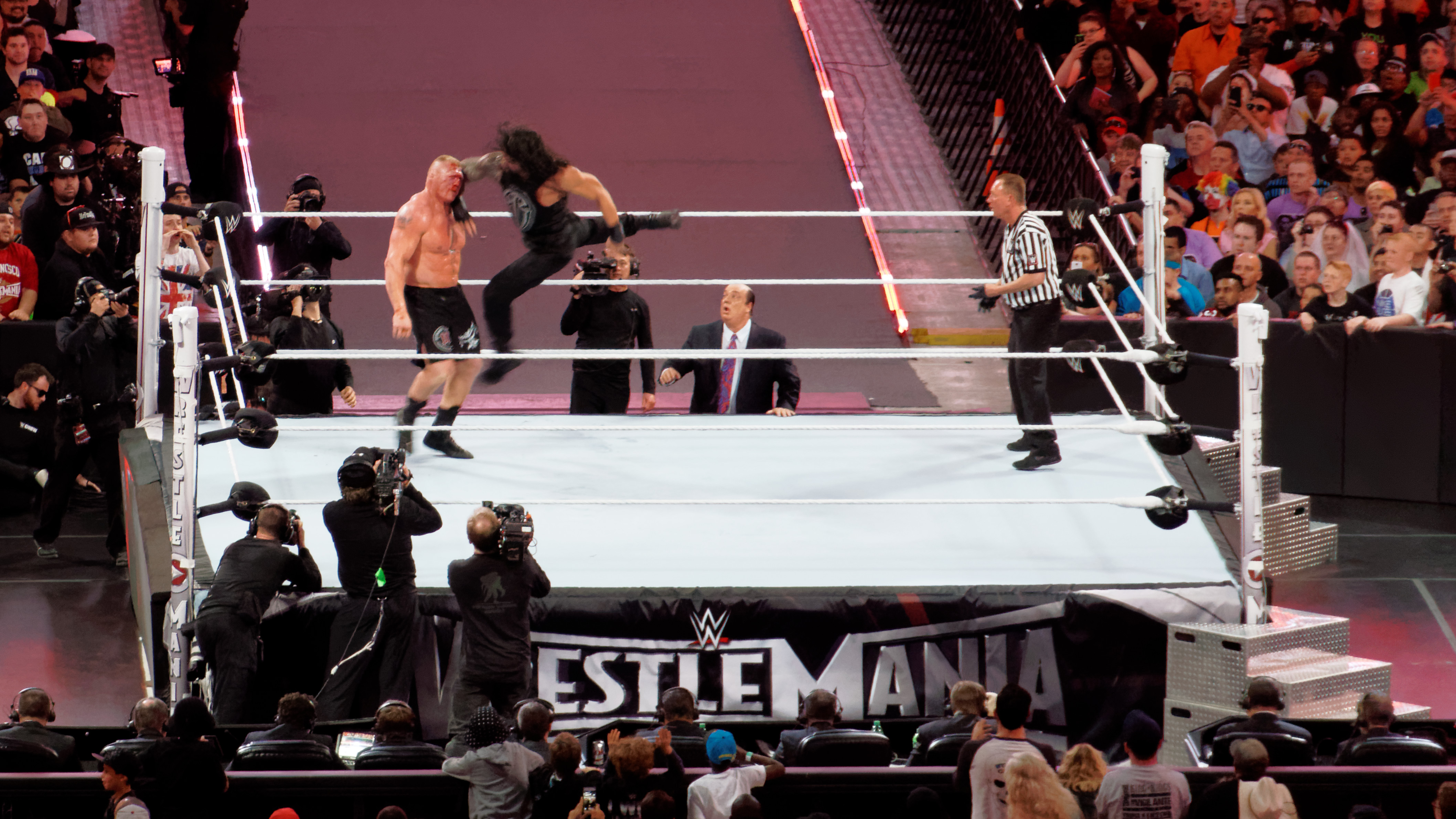
Reigns en su lucha contra Lesnar, por el Campeonato Mundial Peso Pesado de WWE en WrestleMania 31.

El 25 de enero de 2015 en Royal Rumble, Reigns, ingresando como e #19, ganó el Royal Rumble Match al eliminar a los tres últimos sobrevivientes además de él: The Big Show, Kane y, por último, Rusev. La noche siguiente en Raw, Reigns reconoció ser parte de la familia Anoa'i por primera vez en la programación de WWE. El exescritor de WWE, Kevin Eck, dijo que los ejecutivos de WWE, Vince McMahon y Triple H, inicialmente (cuando Reigns aún era parte de The Shield) se negaron a reconocer la herencia samoana de Reigns ya que pensaban que dañaría su mística. En el episodio del 2 de febrero de Raw, Reigns sufrió su primera derrota por cuenta de tres en luchas individuales en el elenco principal cuando Big Show lo derrotó después de la interferencia de Rollins. Reigns se vio obligado a defender su oportunidad titular de WrestleMania contra Daniel Bryan el 22 de febrero en el evento principal de Fastlane y lo logró después de vencer a Bryan por cuenta de tres. Después de Fastlane, Bryan y Paul Heyman respaldaron a Reigns con "dos promos sorprendentemente transparentes... que intentan ilustrar la grandeza de Reigns". El 29 de marzo en WrestleMania 31, Seth Rollins cobró su contrato de Money in the Bank mientras que el evento principal por el Campeonato Mundial Peso Pesado de WWE de Reigns contra Brock Lesnar estaba en progreso, convirtiéndolo en un Triple Threat Match, el cual Reigns perdió cuando Rollins lo cubrió.
En abril, Reigns reanudó su feudo con Big Show, el cual culminó el 26 de abril en Extreme Rules con un Last Man Standing Match, donde Reigns derrotó a Show. El 17 de mayo en Payback, Reigns una vez más no pudo ganar el título mundial de Rollins en un Fatal 4-Way Match en el evento principal que también involucró a Orton y Ambrose. El 14 de junio en Money in the Bank, Reigns compitió en el Money in the Bank Ladder Match, el cual no pudo ganar después de que Bray Wyatt interfiriera y lo atacara. El 19 de julio en Battleground, Wyatt derrotó a Reigns después de que el exmiembro de The Wyatt Family, Luke Harper, atacara a Reigns. En el episodio del 6 de agosto de SmackDown, Wyatt aceptó el desafío de Reigns para un combate por equipos en SummerSlam, con Reigns & Ambrose enfrentando a Wyatt & Harper. Reigns cubrió a Wyatt en el evento el 23 de agosto y la noche siguiente en Raw en una lucha de revancha, la cual terminó por descalificación después de que Reigns y Ambrose fueran atacados por el nuevo aliado de Wyatt, el debutante Braun Strowman. El 20 de septiembre en Night of Champions, Reigns & Ambrose se unieron a Chris Jericho, pero fueron derrotados por Wyatt, Harper & Strowman. El feudo entre Reigns y Wyatt terminó después de un Hell in a Cell Match el 25 de octubre en Hell in a Cell, en el que Reigns salió victorioso.

#### Campeón Mundial Peso Completo de WWE (2015-2016)

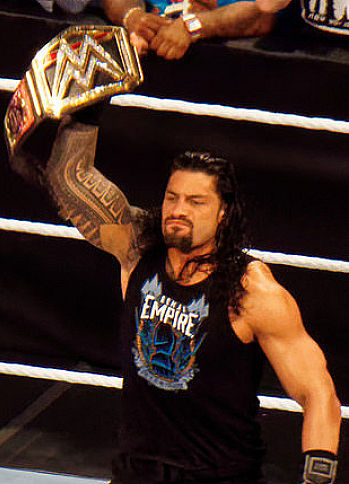
Reigns en su tercer reinado como Campeón Mundial Peso Completo, abril de 2016.

En el episodio del 26 de octubre de Raw, Reigns ganó un Fatal 4-Way Match (derrotando a Alberto del Río, Dolph Ziggler y Kevin Owens) para convertirse en el retador #1 al Campeonato Mundial Peso Pesado de WWE. Sin embargo, el campeón Seth Rollins se lesionó la rodilla legítimamente el 4 de noviembre y dejó vacante el título al día siguiente, lo que condujo a un torneo para coronar a un nuevo campeón. Después de esto, Triple H intentó persuadir a Reigns para que se uniera a The Authority, ofreciéndole un lugar en la final del torneo, lo que rechazó. Luego de eso, Reigns derrotó a The Big Show en la primera ronda, a Cesaro en los cuartos de final, a Alberto del Río en las semifinales y a Dean Ambrose en la final el 22 de noviembre en Survivor Series para ganar el Campeonato Mundial Peso Pesado de WWE por primera vez en su carrera. Triple H intentó felicitarlo, pero Reigns lo atacó con un Spear y Sheamus aprovechó eso para cobrar su contrato de Money in the Bank y derrotó a Reigns, terminando así el reinado de Reigns en solo 5 minutos. El 13 de diciembre en TLC: Tables, Ladders & Chairs, Reigns no pudo recuperar el título de Sheamus en un Tables, Ladders and Chairs Match después de la interferencia en nombre de Sheamus por los miembros de The League of Nations, Alberto del Río y Rusev, pero posteriormente Reigns atacó al trío y también a Triple H, quien salió a detenerlo. La noche siguiente en Raw, Mr. McMahon le otorgó a Reigns una revancha por el título contra Sheamus (con la carrera de Reigns en juego), en donde salió victorioso después de superar las interferencias de McMahon, del Río y Rusev para recuperar el Campeonato Mundial Peso Pesado de WWE.
En el episodio del 4 de enero de 2016 de Raw, Reigns defendió con éxito el título contra Sheamus, a pesar de que McMahon actuó como árbitro especial invitado. Debido a eso, Reigns fue programado para defender el título en el Royal Rumble Match el 24 de enero en Royal Rumble, donde Reigns anotó un total de cinco eliminaciones después de entrar cómo el #1, siendo llevado a bastidores durante gran parte del combate después de un ataque de The League of Nations y fue eliminado a su regreso por el eventual ganador Triple H, perdiendo así el título y durando casi una hora (el más largo de todos en el combate). El 22 de febrero en Fastlane, Reigns cubrió a Dean Ambrose en un Triple Threat Match que también involucró a Brock Lesnar para recibir un combate por el Campeonato Mundial Peso Pesado de WWE contra Triple H el 3 de abril en WrestleMania 32, donde derrotó a Triple H en el evento principal, ganando el Campeonato Mundial Peso Pesado de WWE por tercera vez en su carrera. A principios de marzo de 2016, Reigns cambió su entrada al ring a la rampa de entrada (por defecto como otros luchadores) en lugar de salir a través de la multitud. Durante su tercer reinado con el título mundial, Reigns tuvo dos exitosas defensas televisadas en mayo contra AJ Styles, primero en Payback y luego en Extreme Rules. Justo después del Extreme Rules Match contra Styles el 22 de mayo, Reigns fue atacado por un Seth Rollins que hacía su regreso.
Cerca del final de su reinado, la clasificación de TV 2.03 para el episodio del 13 de junio de Raw, en la que apareció, fue la más baja desde el 3 de marzo de 1997. El 19 de junio en Money in the Bank, Reigns fue derrotado limpiamente por Rollins en una lucha titular, marcando su primera derrota limpia en el elenco principal, terminando su reinado del título a los 77 días. El 21 de junio, Anoa'i fue suspendido por 30 días por su primera violación a la Política de Bienestar de WWE y, como respuesta, se disculpó en Twitter. El programa de bienestar de WWE usa pruebas de drogas para detectar el abuso de sustancias. Pro Wrestling Torch y TheWrap informaron que la WWE sabía de la violación de Anoa'i antes de Money in the Bank, lo que llevó a que el guion marcara que Reigns perdería el título en el evento.
El 19 de julio, debido al Draft y a la nueva separación de marcas, Reigns fue reclutado por la marca Raw. A pesar de la suspensión de Reigns, la WWE siguió publicitando a Reigns como parte del evento principal de Battleground, y reconoció la suspensión de Reigns en la televisión. El 24 de julio en Battleground, Reigns hizo su regreso televisado, enfrentando a Rollins y Dean Ambrose (quien cobró su contrato de Money in the Bank contra Rollins para ganar el título) por el ahora rebautizado Campeonato de WWE, pero Ambrose retuvo exitosamente el campeonato cuando cubrió a Reigns de manera limpia. La noche siguiente en Raw, Reigns no pudo ganar la oportunidad de luchas por el recién creado Campeonato Universal de WWE contra Rollins en SummerSlam, ya que perdió ante el debutante Finn Bálor después de haber ganado un Fatal 4-Way Match en el que participaron Chris Jericho, Sami Zayn y Sheamus.

#### Reinados de Campeonatos y reunión con The Shield (2016-2018)

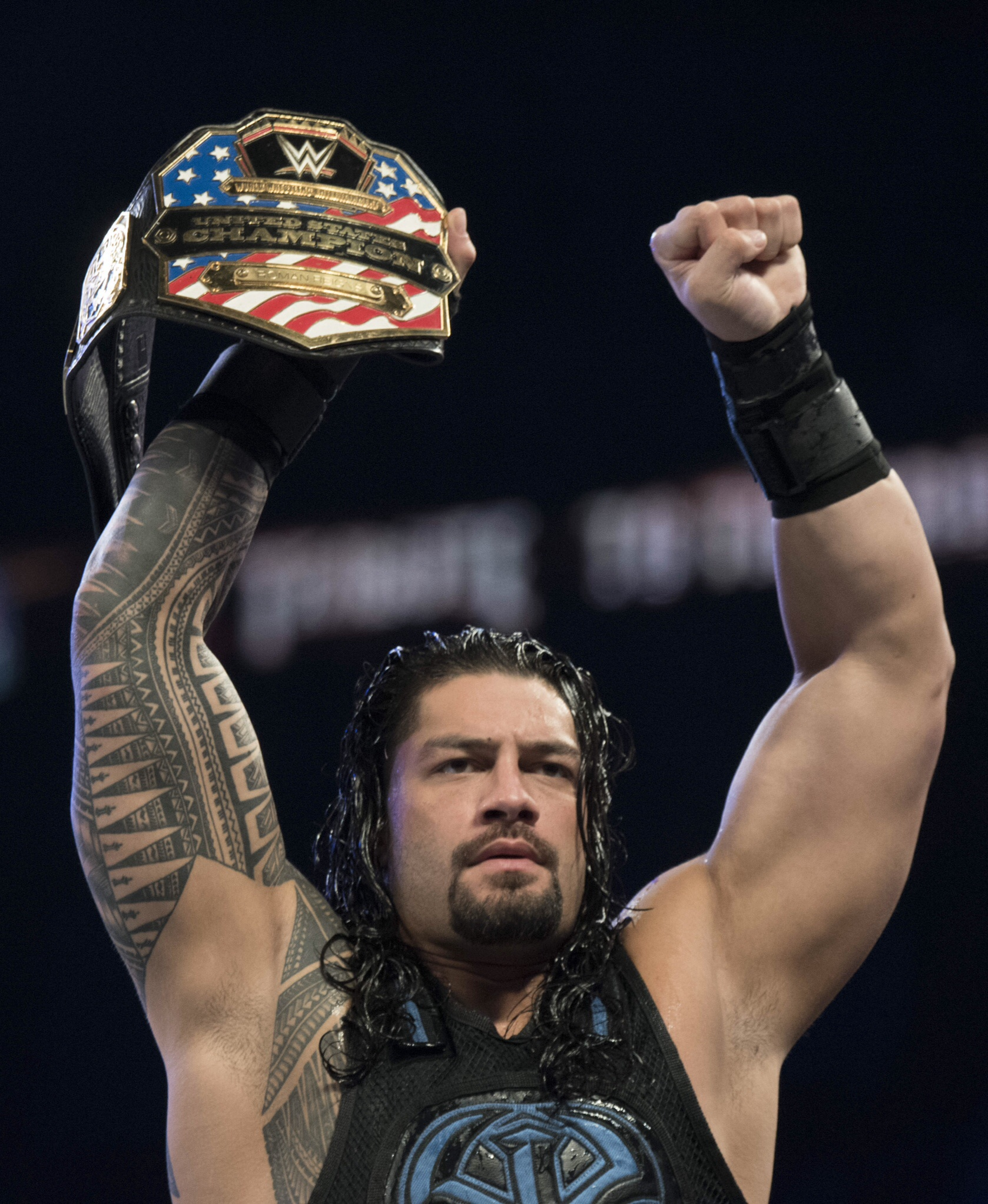
Reigns como Campeón de Estados Unidos en 2016.

En el episodio del 1 de agosto Raw, Reigns confrontó a Rusev, y luego en el episodio del 8 de agosto de Raw, después de interrumpir la celebración de la boda de Rusev y Lana, Reigns lo desafió a una lucha por el Campeonato de Estados Unidos, el cual Rusev inicialmente rechazó, pero el gerente general Mick Foley programó a Rusev para defender el Campeonato de los Estados Unidos contra Reigns en SummerSlam. El 21 de agosto en el evento, Reigns y Rusev pelearon antes de que comenzara el combate, lo que provocó que la lucha fuera declarada como no disputada. Después de que Rusev le costara a Reigns la oportunidad de convertirse en el retador #1 al Campeonato Universal de WWE, Reigns derrotaría a Rusev el 25 de septiembre en Clash of Champions para ganar el Campeonato de Estados Unidos, y después de semanas de peleas retuvo con éxito el título contra Rusev en un Hell in a Cell Match el 30 de octubre en Hell in a Cell para terminar el feudo. Reigns fue anunciado como miembro del Team Raw el 20 de noviembre en Survivor Series junto a Kevin Owens, Chris Jericho, su antiguo compañero Seth Rollins y Braun Strowman, pero fueron derrotados por el Team SmackDown después de que Reigns fuera el último hombre en ser eliminado por Bray Wyatt. En el episodio del 28 de noviembre de Raw, Reigns desafió al Campeón Universal de WWE Kevin Owens a una lucha no titular, la cual ganó, y por la estipulación previa al combate se le concedió una lucha por el título el 18 de diciembre en Roadblock: End of the Line, pero perdió por descalificación cuando Chris Jericho atacó a Owens para evitar que Reigns ganara el título.

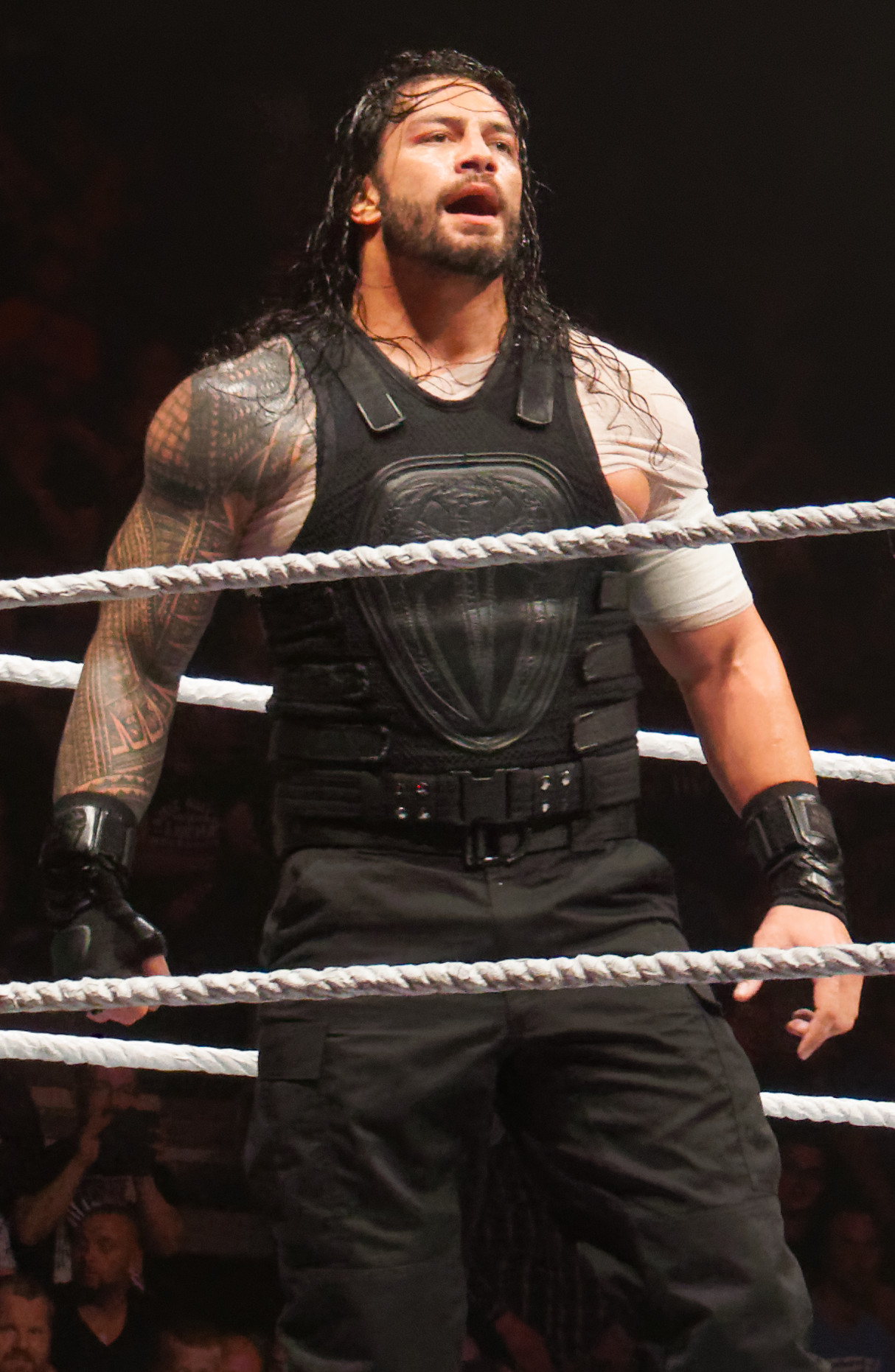
Reigns en mayo de 2017.

En el episodio del 9 de enero de 2017 de Raw, Reigns perdió el Campeonato de los Estados Unidos contra Jericho en un 2-on-1 Handicap Match en el que Owens también compitió, terminó su reinado en 106 días. Esto condujo a una revancha en un No Disqualification Match por el Campeonato Universal de WWE contra Owens el 29 de enero en Royal Rumble, el cual vio a Jericho suspendido sobre el ring en una jaula a prueba de tiburones, pero Reigns perdió después de que Braun Strowman interfiriera. Más tarde en el evento, Reigns ingresó como el #30 en el Royal Rumble Match, eliminando a Bray Wyatt, Chris Jericho y The Undertaker antes de ser el último eliminado por el eventual ganador Randy Orton. El 5 de marzo en Fastlane, Reigns derrotó a Strowman, convirtiéndose en la primera persona en cubrir a Strowman desde que se unió al elenco principal. La noche siguiente en Raw, Strowman llamó a Reigns al ring, pero en cambio fue respondido por The Undertaker, quien atacó a Reigns (quien salió para confrontar a Undertaker después de que Strowman abandonó el ring) con un Chokeslam. Esto condujo a un No Holds Barred Match entre Reigns y The Undertaker el 2 de abril en WrestleMania 33, el cual ganó Reigns en su tercer evento principal de WrestleMania consecutivo y el último combate de The Undertaker. Esta victoria también convirtió a Reigns en uno de los dos luchadores que han derrotado a Undertaker en WrestleMania, siendo el otro luchador Brock Lesnar en WrestleMania XXX. La noche siguiente en Raw, Reigns abrió el show con diez minutos de abucheos severos y cánticos de la multitud, intentando evitar que hablara, antes de que simplemente dijera "este es mi patio ahora" y dejara el ring. Luego de eso reinició su feudo con Strowman, quien lo atacó frente a Michael Cole y, luego de que el personal médico lo metiera dentro de una ambulancia, Strowman empujó ésta hasta tirarla con el cuerpo de Reigns dentro de ella. Un Reigns "herido" regresó para enfrentar a Strowman el 30 de abril en Payback, pero fue derrotado y luego atacado con los escalones metálicos por Strowman.
Tras una lesión legítima de Strowman, la cual fue justificada en la storyline como causa de un ataque de Reigns con una silla durante una confrontación, Reigns puso su mirada en el nuevo Campeón Universal de WWE Brock Lesnar, lo que hizo que el gerente general Kurt Angle programará un Extreme Rules Fatal 5-Way Match para determinar al retador #1 al Campeonato Universal de WWE para el 4 de junio en Extreme Rules entre Reigns, Bray Wyatt, Finn Bálor, Samoa Joe y Seth Rollins, pero Reigns no pudo ganar. En el episodio del 19 de junio de Raw, Reigns desafió a quien sea el campeón Universal de WWE de camino a SummerSlam, pero más tarde esa noche Strowman regresó en una ambulancia y le costó a Reigns su lucha contra Joe, antes de atacarlo y desafiarlo a un Ambulance Match para el 9 de julio en Great Balls of Fire. Reigns perdió el combate en el evento, pero posteriormente atacó y encerró a Strowman dentro de la ambulancia antes de conducirla hacia atrás hasta chocar contra un camión de producción. El 20 de agosto en SummerSlam, Reigns fue derrotado por Brock Lesnar en un combate por el Campeonato Universal de WWE que también involucró a Strowman y Joe. Después de un breve feudo con John Cena, Reigns lo derrotó el 24 de septiembre en No Mercy; y la noche siguiente en Raw, describió el suceso como la mayor victoria en su carrera.
En octubre, debido a problemas con The Miz, The Miztourage (Bo Dallas y Curtis Axel) y Cesaro y Sheamus, los tres miembros de The Shield finalmente decidieron reunirse, siendo Reigns el último miembro que consideró hacerlo. Reigns debió hacer equipo con Rollins y Ambrose el 22 de octubre en TLC: Tables, Ladders & Chairs, pero debido a una enfermedad, Kurt Angle tomaría su lugar. El 19 de noviembre en Survivor Series, The Shield derrotó a The New Day en un Six-Man Tag Team Match. La noche siguiente en Raw, Reigns derrotó a The Miz para ganar el Campeonato Intercontinental, convirtiéndose así en el vigésimo octavo Campeón de Triple Corona y en el decimoséptimo Campeón Grand Slam, siendo el segundo miembro de The Shield después de Ambrose en alcanzar ambos logros. Tras su victoria titular, Reigns planeó lanzar desafíos abiertos de forma regular en Raw, y defendió con éxito el título contra Elias, Jason Jordan, Cesaro y Samoa Joe.

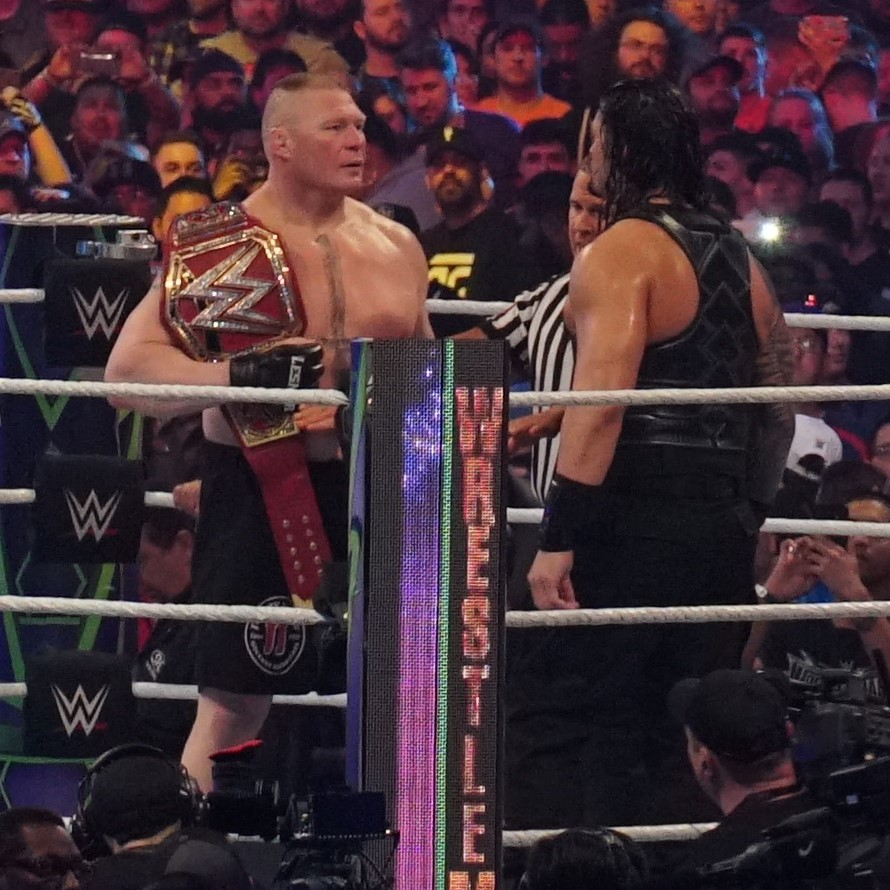
Reigns encarando al Campeón Universal de WWE, Brock Lesnar, antes de su combate en WrestleMania 34.

El 22 de enero de 2018 en el especial del 25° aniversario de Raw, Reigns perdió el título ante The Miz, terminando su reinado en 63 días. Luego de eso, Reigns participó en el Royal Rumble Match el 28 de enero en Royal Rumble, pero no pudo ganar el combate después de haber sido el último eliminado por el eventual ganador Shinsuke Nakamura. Después de no poder recuperar el Campeonato Intercontinental de The Miz en una revancha, Reigns derrotó a Bray Wyatt para clasificarse en el Elimination Chamber Match el 25 de febrero en Elimination Chamber. Reigns ganó el combate, ganándose el derecho de desafiar a Brock Lesnar por el Campeonato Universal de WWE en WrestleMania 34. En el episodio del 12 de marzo de Raw, Reigns fue suspendido (kayfabe) por comentarios que hizo con respecto a Lesnar y la compañía. La semana siguiente en Raw, Reigns fue arrestado (kayfabe) por los alguaciles de Estados Unidos por allanamiento de morada después de invadir Raw a pesar de su suspensión. Mientras participaba en una pelea con los mariscales, Reigns fue atacado por Lesnar. En WrestleMania 34, Reigns no pudo ganar el campeonato de Lesnar después de sufrir seis F-5 y un sangrado durante el transcurso del combate. Durante su revancha por el título en un Steel Cage Match en Greatest Royal Rumble en Jeddah, Arabia Saudita, Reigns no pudo ganar el título después de aplicarle un Spear a Lesnar a través de la jaula y así darle la victoria accidentalmente a Lesnar mientras escapaba de la jaula primero según las reglas del combate.
En Backlash, Reigns derrotó a Samoa Joe en una lucha individual en el evento principal; los dos habían estado en un feudo desde el episodio del 9 de abril de Raw (la noche en que Joe regresó de una lesión) cuando Joe confrontó a Reigns por no poder derrotar a Lesnar. Después de más de un mes de feudo, Reigns derrotó a Jinder Mahal en Money in the Bank. Luego de eso, Reigns entró en un feudo con Bobby Lashley, donde ambos hombres creían que eran los legítimos retadores al campeonato de Lesnar. Esto estableció un combate en Extreme Rules, donde Lashley salió victorioso. La noche siguiente en Raw, se definieron dos Triple Threat Match para determinar a los dos luchadores que se enfrentarían para definir al rival de Lesnar para SummerSlam. Reigns y Lashley ganaron sus respectivos combates, estableciendo la lucha para determinar al retador #1 la siguiente semana, donde Reigns derrotó a Lashley para ganar el combate titular contra Lesnar. En el episodio del 13 de agosto de Raw, después de llamar a Heyman y Lesnar, Heyman cegó a Reigns con gas pimienta, lo que permitió que Lesnar atacara a Reigns. En SummerSlam, Reigns derrotó con éxito a Lesnar y ganó el Campeonato Universal de WWE por primera vez en su carrera, poniendo fin al reinado del título de Lesnar en 504 días. La noche siguiente en Raw, Reigns hizo su primera defensa exitosa del título, derrotando a Finn Bálor, siendo esta la primera lucha por el Campeonato Universal de WWE en un episodio de Raw desde enero de 2017. Después del combate, Braun Strowman intentó cobrar su maletín de Money in the Bank, pero Seth Rollins y Dean Ambrose frustraron sus esfuerzos, atacando a Strowman con sus atuendos de The Shield y juntos le aplicaron a Strowman un triple powerbomb a través de la mesa de comentaristas, reuniendo oficialmente a The Shield. Strowman anunció que cobraría su contrato de Money in the Bank en Hell in a Cell. En el evento, el Hell in a Cell Match entre Reigns y Strowman terminó sin resultado después de que Brock Lesnar regresara y los atacara a ambos. La noche siguiente en Raw, Reigns tuvo otra exitosa defensa del título contra el gerente general interino Baron Corbin.
En el episodio del 24 de septiembre de Raw, The Shield compitió en su primer combate como unidad desde diciembre de 2017, derrotando a Baron Corbin & The Authors of Pain. El 6 de octubre en el evento Super Show-Down, desde Melbourne, Australia, The Shield derrotó a Ziggler, McIntyre & Strowman, colectivamente conocidos como "The Dogs of War". Dos noches más tarde en Raw, The Shield fue derrotado por The Dogs of War en una lucha de revancha. Después del combate, las animosidades estallaron entre Ambrose, Rollins y Reigns, las cuales culminaron en un Ambrose frustrado que se alejó de sus compañeros de equipo, dejándolos confundidos en el ring. Después del evento Hell in a Cell, se programó para el evento Crown Jewel un Triple Threat Match entre Reigns, Strowman y Lesnar por el Campeonato Universal de WWE. Sin embargo, el 22 de octubre en Raw, Reigns renunció al título y anunció que se tomaría un tiempo fuera de los cuadriláteros, revelando que su leucemia había regresado después de 11 años de lucha privada. Reigns comenzó el tratamiento para la enfermedad el 19 de octubre, tres días antes de su anuncio en Raw.

#### Regreso tras padecer leucemia (2019-2020)
El 25 de febrero de 2019 en Raw, Reigns hizo su regreso y reveló que su leucemia se encontraba nuevamente en remisión. Fue acompañado en el escenario por Rollins, antes de que los dos se abrazaran. Más tarde esa misma noche, Reigns y Rollins salvaron a Ambrose de un ataque de Drew McIntyre, Bobby Lashley, Elias y Baron Corbin, lo que sugirió una posible reunión de The Shield. La semana siguiente en Raw, Ambrose devolvió el favor, salvando a Rollins y Reigns de un ataque de Corbin, McIntyre y Lashley, antes de que el trío realizara su pose característica, reuniendo oficialmente al grupo por tercera vez. El 10 de marzo en Fastlane, The Shield derrotó a McIntyre, Lashley & Corbin. Después de haber sido atacado por McIntyre antes de una lucha programada en el episodio del 11 de marzo de Raw, Reigns aceptó un desafío de McIntyre dos semanas después para una lucha individual en WrestleMania 35. En el evento, Reigns derrotó a McIntyre.

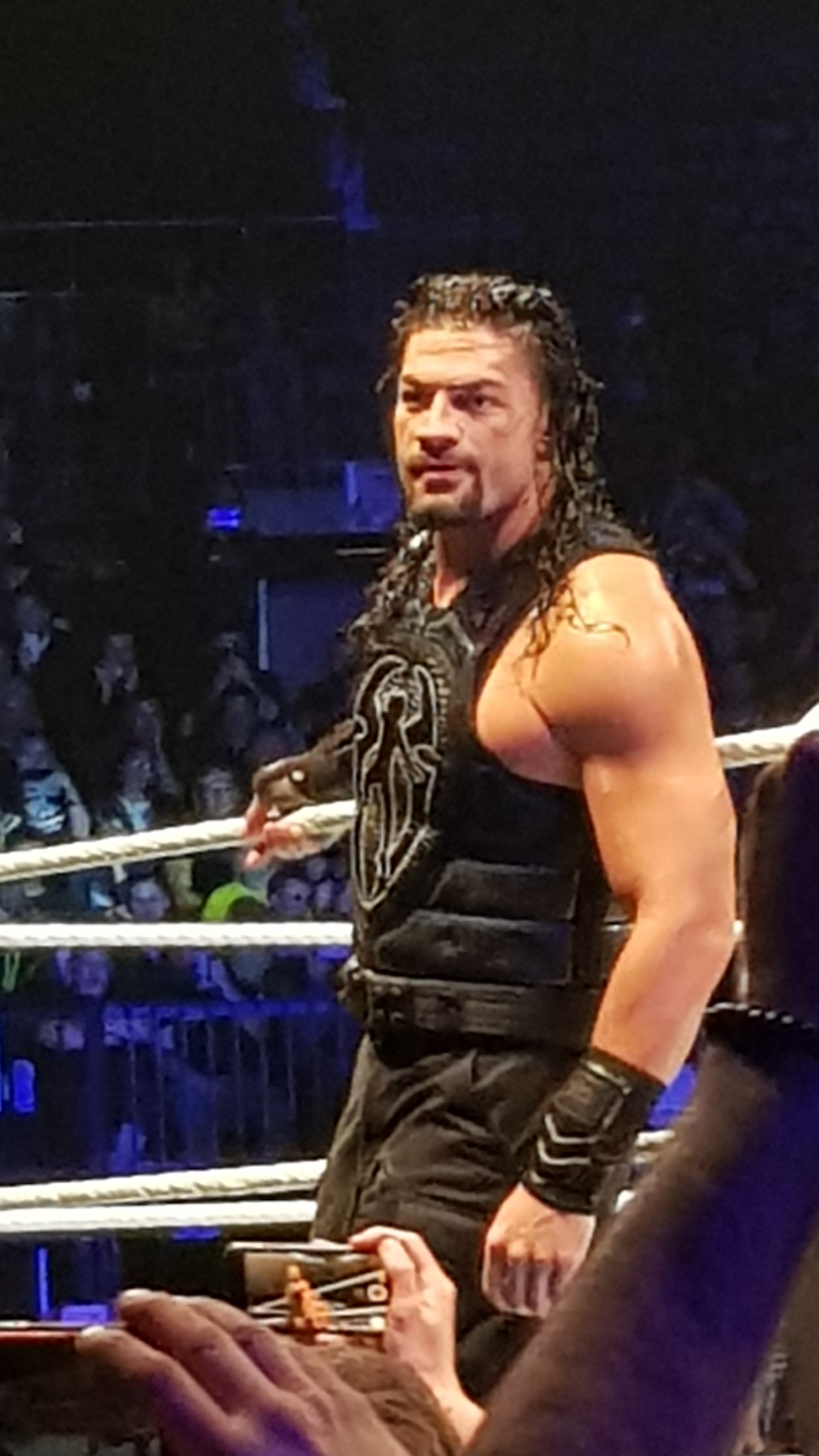
Reigns en mayo de 2019.

En el episodio del 16 de abril de SmackDown, debido al Superstar Shake-up, Reigns dejó la marca Raw para unirse a la marca SmackDown. A su llegada, Reigns atacó a Elias y Vince McMahon. Reigns hizo su debut en el ring de SmackDown en el episodio del 30 de abril, derrotando a The B-Team (Curtis Axel & Bo Dallas) en un 2-on-1 Handicap Match con Elias como árbitro especial invitado. En el episodio del 6 de mayo de Raw, Reigns hizo una aparición sorpresa en la marca a través de la regla de invitación sorpresa, derrotando a McIntyre en una revancha de WrestleMania por descalificación debido a una interferencia de Shane McMahon y Elias. En Money in the Bank, Reigns derrotó a Elias en solo 10 segundos. En el episodio del 20 de mayo de Raw, Reigns, quien apareció a través de la regla de invitación, fue interrumpido por Shane, quien seguía molesto por el ataque de Reigns a su padre. Luego, Reigns desafió a Shane a una lucha en el evento Super Show-Down, lo cual Shane aceptó.  La noche siguiente en SmackDown, Reigns derrotó una vez más a Elias en el evento principal. En Super Show-Down, Reigns perdió ante McMahon luego de una interferencia de McIntyre. Tres semanas después, Reigns derrotó a McIntyre en Stomping Grounds, a pesar de una interferencia de McMahon. La noche siguiente en Raw, Reigns fue salvado por The Undertaker de un ataque de McMahon y McIntyre durante un 2-on-1 Handicap Match. En Extreme Rules, Reigns y Undertaker derrotaron a Shane y McIntyre en un No Holds Barred Match. La noche siguiente en Raw, Reigns participó en un 10-Man Battle Royal para determinar al contendiente número uno al Campeonato Universal de Brock Lesnar en SummerSlam, pero fue el último eliminado por el eventual ganador Seth Rollins.
En el episodio del 30 de julio en SmackDown, mientras iba a ser entrevistado por Kayla Braxton para anunciar a su oponente para SummerSlam, unos estantes cayeron misteriosamente sobre Reigns. La semana siguiente en Raw, cuando Reigns llegaba al estacionamiento, mientras era confrontado por Samoa Joe, un automóvil impactó contra el suyo. La noche siguiente en SmackDown, al descubrir que Buddy Murphy había estado presente cuando los estantes cayeron sobre él, Reigns atacó a Murphy tras bastidores, quien reveló la identidad del autor de los ataques sufridos por Reigns: Rowan. En el episodio del 13 de agosto de SmackDown, Reigns venció a Murphy en una lucha individual. La semana siguiente en SmackDown, Reigns se reunió con Daniel Bryan y Rowan, donde le mostraron al verdadero culpable: un hombre parecido físicamente a Rowan. La semana siguiente en SmackDown, nuevamente tuvo una confrontación con Bryan, quien le pedía una disculpa por sus acusaciones. Sin embargo, Reigns mostró un video que confirmó sus sospechas sobre Erick Rowan. Sorprendido, Bryan abofeteó a Rowan, se disculpó con Reigns, pero recibió un Spear de este último. En el episodio del 3 de septiembre de SmackDown, Rowan confesó ser el causante de los ataques sufridos por Reigns y admitió estar orgulloso por eso. En Clash of Champions, Reigns fue derrotado por Rowan en un No Disqualification Match debido a una interferencia del antiguo compañero de equipo de Rowan, Luke Harper, quien hacía su regreso. Dos noches después en SmackDown, Reigns intentó rescatar a Bryan de un ataque de Rowan y Harper, pero finalmente sería atacado también por ellos. En el episodio del 24 de septiembre de SmackDown, Reigns salvó a Bryan de un ataque de Harper y Rowan, aplicándole un Spear a este último. El 4 de octubre en la premiere de temporada de SmackDown, Reigns derrotó a Rowan en un Lumberjack Match. En Hell in a Cell, Reigns y Bryan derrotaron a Rowan y Harper en un Tornado Tag Team Match.
El 11 de octubre, debido al Draft, se anunció que Reigns permanecería en la marca SmackDown. En el episodio del 18 de octubre de SmackDown, Reigns se enfrentó a Shinsuke Nakamura en una lucha por el Campeonato Intercontinental, pero no logró ganar el título luego de ganar por descalificación, debido a una interferencia de King Corbin. Antes del combate, Reigns fue presentado como el reemplazo de Rollins como capitán del Team Hogan, el cual se enfrentaría al Team Flair en un 5-on-5 Tag Team Match en Crown Jewel. En el evento, el Team Hogan derrotó al Team Flair luego de que Reigns cubrió a Randy Orton. En el episodio del 8 de noviembre de SmackDown, Reigns fue derrotado por Corbin en una lucha individual debido a una interferencia de Dolph Ziggler y Robert Roode. En la edición del 12 de noviembre de WWE Backstage, Reigns fue revelado como el capitán del Team SmackDown, el cual se enfrentaría al Team Raw y al Team NXT en un Traditional Survivor Series Elimination Men's Match en Survivor Series. En el evento, Reigns fue el último sobreviviente del Team SmackDown, llevándose la victoria para su equipo después de eliminar finalmente a Keith Lee. Durante la lucha, Corbin provocó la eliminación de Mustafa Ali, por lo que Reigns le atacó permitiéndole ser eliminado a manos de Tommaso Ciampa. Esto establecería un Tables, Ladders and Chairs Match entre ambos en TLC que se anunció en el episodio del 6 de diciembre en SmackDown. Sin embargo, esa misma noche, luego de que Reigns venció a Dolph Ziggler en un combate, fue atacado por Corbin y debido a que fue superado en número, fue esposado, acuñado y humillado cuando Ziggler y Corbin le derramaron comida para perros. Reigns tomó represalias contra Corbin, atacando a Ziggler y a The Revival dos semanas antes del evento para después salvar a The New Day de un ataque de ellos. En TLC: Tables, Ladders & Chairs, Reigns fue derrotado debido a la interferencia de Ziggler, The Revival y los miembros de la seguridad real de Corbin en un Tables, Ladders & Chairs Match. Sin embargo, en el episodio del 27 de diciembre, Reigns se vengó de Corbin costándole la oportunidad de convertirse en el  retador #1 al WWE Universal Championship de Bray Wyatt, la cual fue ganada por Daniel Bryan tras vencer a The Miz en un Triple Threat Match.
En Royal Rumble, Reigns derrotó a King Corbin en un Falls Count Anywhere Match, después de recibir la ayuda de The Usos. Más tarde, esa misma noche, ingresó al Royal Rumble Match entrando con el #26, consiguiendo eliminar a Dolph Ziggler y Edge, pero fue el último participante eliminado por el eventual ganador, Drew McIntyre. La semana siguiente, Reigns aceptó un combate de revancha en compañía de The Usos contra Corbin, Ziggler y Roode en un Loser Eats Dog Food Match, donde Reigns y sus primos salieron victoriosos y obligando a Corbin a recibir comida para perros (de la misma forma como le hizo a Reigns hace dos meses). Al mes siguiente en Super ShowDown, Reigns derrotó a Corbin en un Steel Cage Match para poner fin al feudo. 
La noche siguiente en SmackDown, Reigns desafió a Goldberg por el Campeonato Universal, lo que llevaría a una lucha entre ambos en WrestleMania 36. Pero durante una entrevista que tuvo ESPN con la WWE, se informó que Reigns no participará en el magno evento por estar en remisión debido a su leucemia desde 2019, buscando un reemplazo para la lucha del Universal Championship contra Goldberg. Sin embargo, el 3 de abril se anunció que Braun Strowman lo reemplazaría en el combate después de que Reigns optó por no asistir al evento en medio de las preocupaciones que rodearon la pandemia de COVID-19, por motivos de salud, y que al parecer estaba inmunocomprometido por la leucemia.

#### El Jefe Tribal (2020-presente)

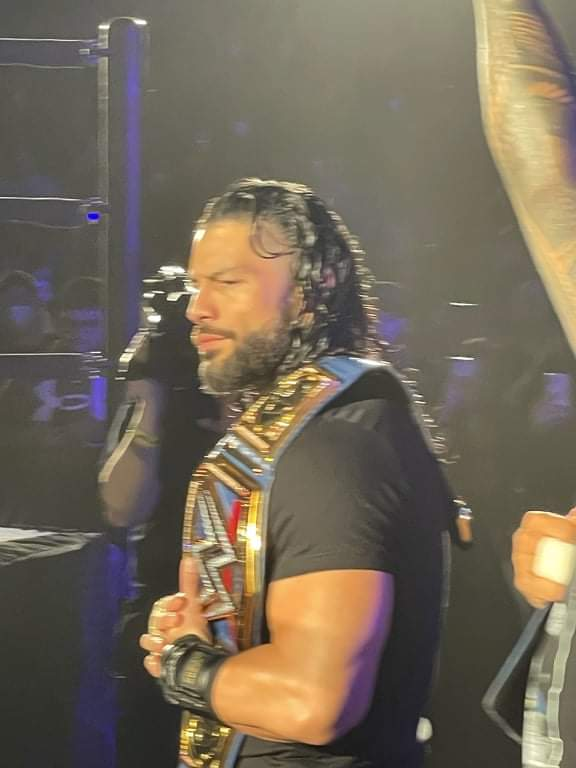
En agosto de 2020, Reigns ganó el Campeonato Universal de la WWE por segunda vez, convirtiéndose en el poseedor del título con el reinado más largo en la historia y el campeón mundial con el reinado más largo en la historia de la compañía desde 1988.

Después de un descanso de cinco meses, hizo su regreso el 23 de agosto de 2020 en SummerSlam, donde atacó a Bray Wyatt y a Braun Strowman después de la lucha por el Campeonato Universal, cambiando a heel por primera vez desde 2014. Cinco días después, se anunció que Wyatt defendería el Campeonato Universal ante Reigns y Strowman en un No Holds Barred Match, pactado para Payback. En el episodio del 28 de agosto de SmackDown, dos días antes del evento, se reveló que se había convertido en cliente de Paul Heyman, quien se estableció como su mánager. En Payback, Reigns ganó la lucha para convertirse en Campeón Universal por segunda vez en su carrera y a su vez, consiguiendo su primer campeonato desde octubre de 2018.
Tiempo después, comenzaría una rivalidad con su primo Jey Uso. En su primer defensa titular, la cual tomo lugar el 27 de septiembre en Clash of Champions, Reigns retuvo el Campeonato contra Jey Uso después de que Jimmy Uso tirara la toalla a favor de su hermano para terminar la lucha por nocaut técnico. Después de esto, Reigns le concedió una revancha en Hell in a Cell, con la estipulación de ser un combate I Quit. El 25 de octubre, en el evento, Reigns retuvo su título con éxito. Debido a que perdió, se le ordenó a Jey que siguiera las órdenes de Reigns y se dirigiera a él como «El Jefe Tribal».
El 22 de noviembre en Survivor Series, Reigns derrotó al Campeón de Raw, Drew McIntyre, en una lucha de Campeón contra Campeón, antes de que comenzara una pelea con Kevin Owens, luego de sentir que Owens le estaba faltando el respeto a su familia. Luego de esto, ambos se enfrentaron en un combate con estipulación Tables, Ladders and Chairs en TLC, con el Campeonato Universal en juego, donde Reigns salió victorioso. En una revancha ocurrida el 31 de enero de 2021 en Royal Rumble, también logró derrotarlo. Reigns defendería su título en dos ocasiones de forma exitosa ante Daniel Bryan, la primera defensa tomo lugar el 21 de febrero en Elimination Chamber, y la segunda el 21 de marzo en Fastlane. Luego de varias exigencias realizadas por Edge, su oponente para WrestleMania 37, Bryan fue añadido a la lucha que ambos tendrían en el evento el 11 de abril, convirtiendo el combate en una triple amenaza, mismo en el que Reigns retuvo exitosamente su campeonato. Posterior a esto, un último combate titular entre él y Bryan tomó lugar el 30 de abril en SmackDown, donde nuevamente salió ganador.
En Backlash, Reigns retuvo exitosamente su título contra Cesaro. El 18 de junio, Reigns retuvo su campeonato ante Rey Mysterio en el primer combate de estipulación Hell In A Cell, en la historia de SmackDown. Después del combate, Jimmy Uso lo reconoció como el jefe tribal de la familia, haciendo que este cambiara a heel y se uniera a él. En Money In The Bank, Reigns retuvo su campeonato exitosamente gracias a una interferencia de Seth Rollins, quien evitó que Edge ganara el título. En SummerSlam, Reigns derrotó a John Cena y retuvo su campeonato. En el episodio del 3 de septiembre, Reigns se enfrentó a Finn Bálor, defendiendo con éxito el campeonato tras derrotarlo por sumisión, con ayuda de The Usos. Después de esto, Reigns fue confrontado por el alter ego de Bálor: «Demon», quien lo retó a un combate más por su título, mismo que fue aceptado. Su combate fue pactado para Extreme Rules, y se estipuló que el ganador de esa lucha defendería el título ante Lesnar en Crown Jewel. En el evento, Reigns derrotó a Bálor. El 1 de octubre, como parte del Draft, Reigns fue escogido por SmackDown para pertenecer a la marca. En Crown Jewel, Reigns retuvo su campeonato ante Brock Lesnar con ayuda de The Usos. En Survivor Series, Reigns derrotó a Big E en un combate de Campeón contra Campeón. En el episodio del 3 de diciembre de SmackDown, Reigns defendió su campeonato con éxito ante Sami Zayn, derrotándolo por sumisión en cuestión de segundos.
Reigns estaba programado para defender su título ante Brock Lesnar el 1 de enero de 2022 en Day 1, sin embargo, horas antes del evento, WWE anunció que había dado positivo a COVID-19. Reigns regresó el 7 de enero en SmackDown, donde se anunció que su oponente para defender su título en Royal Rumble sería Seth Rollins. El 29 de enero en el evento, Reigns perdió por descalificación tras negarse a soltar a Rollins mientras le aplicaba un Guillotine Choke, lo que le permitió conservar el campeonato. Más tarde esa misma noche, Reigns interfirió durante una lucha titular entre Brock Lesnar y Bobby Lashley por el Campeonato de WWE cuando el árbitro estaba inconsciente, atacando a Lesnar y costándole el título de esa forma.
En el episodio del 4 de febrero de SmackDown, Goldberg hizo su regreso para retarlo a un combate titular en Elimination Chamber. El 21 de febrero en el evento, Reigns lo derrotó por sumisión técnica. El 3 de abril, en la segunda noche de WrestleMania 38, derrotó a Brock Lesnar para ganar el Campeonato de WWE por cuarta vez, y también para convertirse en la primera superestrella en ostentar ambos títulos; el Campeonato de WWE y el Campeonato Universal de WWE, siendo reconocido como el Campeón Universal Indiscutible de WWE. El 8 de mayo en WrestleMania Backlash, Reigns y Los Uso derrotarón a RK-Bro (Randy Orton y Riddle) y McIntyre en un combate entre equipos de tres contra tres.
En el episodio del 17 de junio de SmackDown, Reigns defendió exitosamente el Campeonato Universal Indiscutible de WWE contra Riddle, sin embargo luego del encuentro fue atacado por Brock Lesnar, quien se encontraba haciendo su regreso para renovar la rivalidad entre ambos y pactar un combate de estipulación Last Man Standing que se llevaría a cabo para el 30 de julio en SummerSlam, en el que Reigns ganó, terminado el feudo que tenían desde hace siete años. El 3 de septiembre en Clash at the Castle, Reigns retuvo exitosamente sus títulos ante Drew McIntyre, esto después de una interferencia realizada por el debutante Solo Sikoa. El 5 de noviembre en Crown Jewel, Reigns derrotó a Logan Paul para retener su Campeonato.  Tres semanas después, el 26 de noviembre en Survivor Series WarGames, Reigns junto a Los Uso, Sami Zayn y Solo Sikoa derrotarón a McIntyre, Owens y The Brawling Brutes (Sheamus, Ridge Holland y Butch), en un combate de estipulación WarGames.

Reigns junto con Paul Heyman y Solo Sikoa en enero de 2023, después de su combate en Royal Rumble.

El 18 de enero de 2023, su reinado como Campeón Universal alcanzó los 871 días, destronando a Gunther que tenía el reinado más largo en días, con 870 siendo Campeón del Reino Unido de NXT. Con esto, se convirtió en el luchador con el reinado más largo de cualquier campeonato de WWE desde 1988. El 28 de enero en el evento Royal Rumble, Reigns logró defender sus títulos exitosamente ante Kevin Owens, siendo esta la cuarta ocasión en derrotarlo defendiendo sus campeonatos. En el Raw posterior al evento, Cody Rhodes, ganador de la contienda Royal Rumble 2023, lo eligió a él para enfrentarlo en un combate por sus títulos en WrestleMania 39. El 18 de febrero en Elimination Chamber, Reigns retuvo sus campeonatos exitosamente ante Sami Zayn. El 2 de abril en la segunda noche de WrestleMania, retuvo sus campeonatos ante Rhodes con ayuda de Solo Sikoa. Durante la lucha, Los Uso intentaron intervenir, sin embargo, Rhodes fue ayudado por Zayn y Kevin Owens. Este encuentro marcó la primera vez en que un campeón defendió el mismo campeonato en tres WrestleManias seguidas. En Night of Champions, Reigns y 
Sikoa desafiaron sin éxito a Kevin Owens & Sami Zayn a un combate por los Campeonatos Indiscutibles en Parejas. Durante el encuentro, Los Uso interfirieron y accidentalmente atacaron a Sikoa mientras intentaban atacar a Zayn. La secuencia posterior a este evento culminó con Jimmy Uso atacando a Reigns y Los Uso abandonando a The Bloodline. El 30 de mayo, Reigns llegó a los mil días como Campeón Universal de WWE. El 24 de junio, Reigns alcanzó los 1028 días como Campeón Universal, superando el reinado de Pedro Morales de 1027 días con el Campeonato de la WWE (en ese momento conocido como el Campeonato Peso Pesado de la WWWF), lo que le dio a Reigns el quinto reinado de campeonato mundial más largo en la historia de la compañía. En Money in the Bank el 1 de julio, Reigns y Sikoa se enfrentaron a The Usos en una Bloodline Civil War match, donde Jey cubrió a Reigns, marcando su primera derrota por pinfall desde diciembre de 2019. 

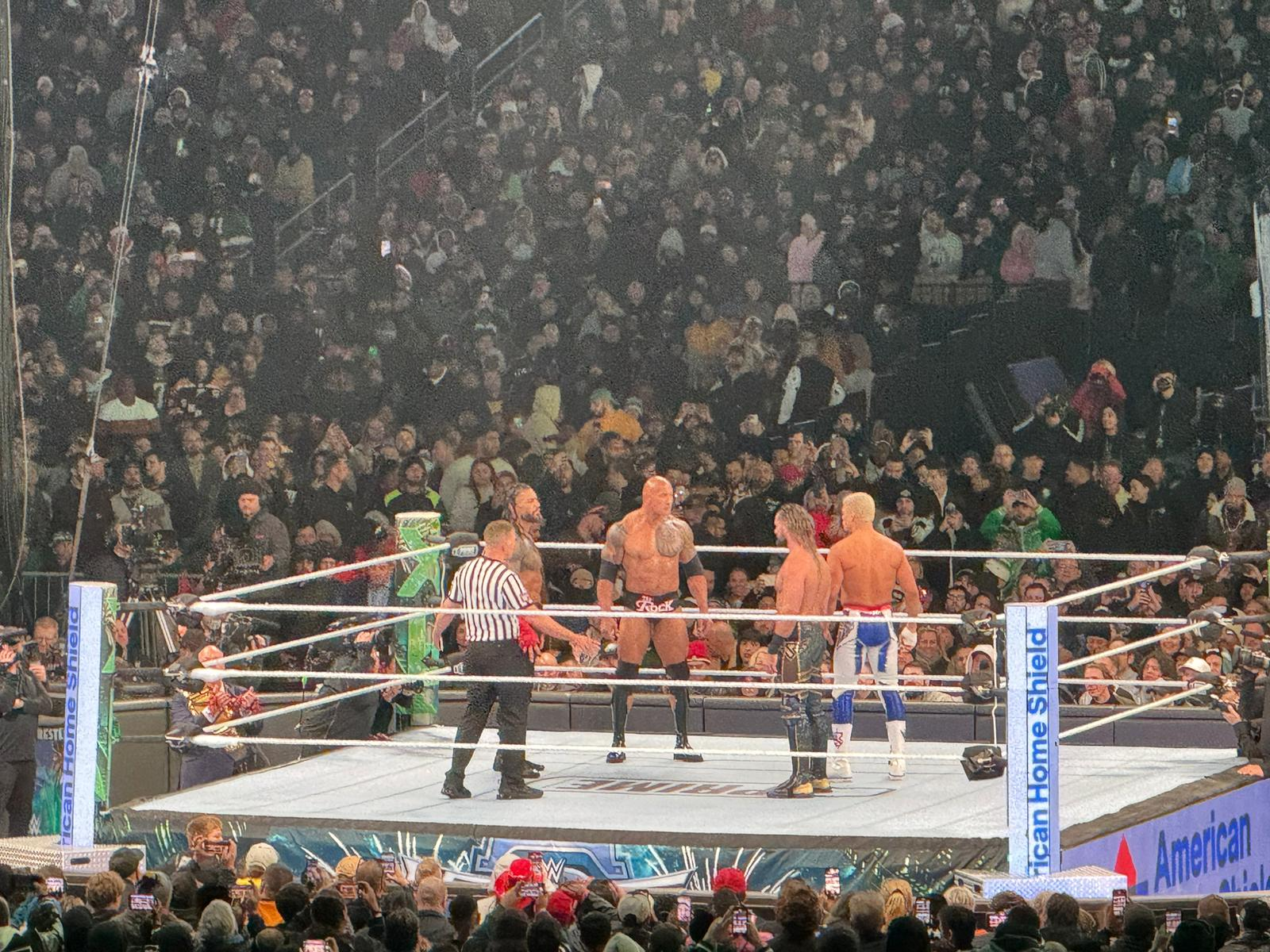
Reigns (de pelo largo oscuro) junto a The Rock, Seth Rollins y Cody Rhodes, encarándose antes de su lucha en WrestleMania XL, abril de 2024.

Al mes siguiente en SummerSlam, un Jimmy que regresa, quien fue lesionado por Reigns semanas atrás, traicionó a Jey para permitir que Reigns obtuviera la victoria y se mantuviera como campeón y Jefe Tribal.

## Vida personal

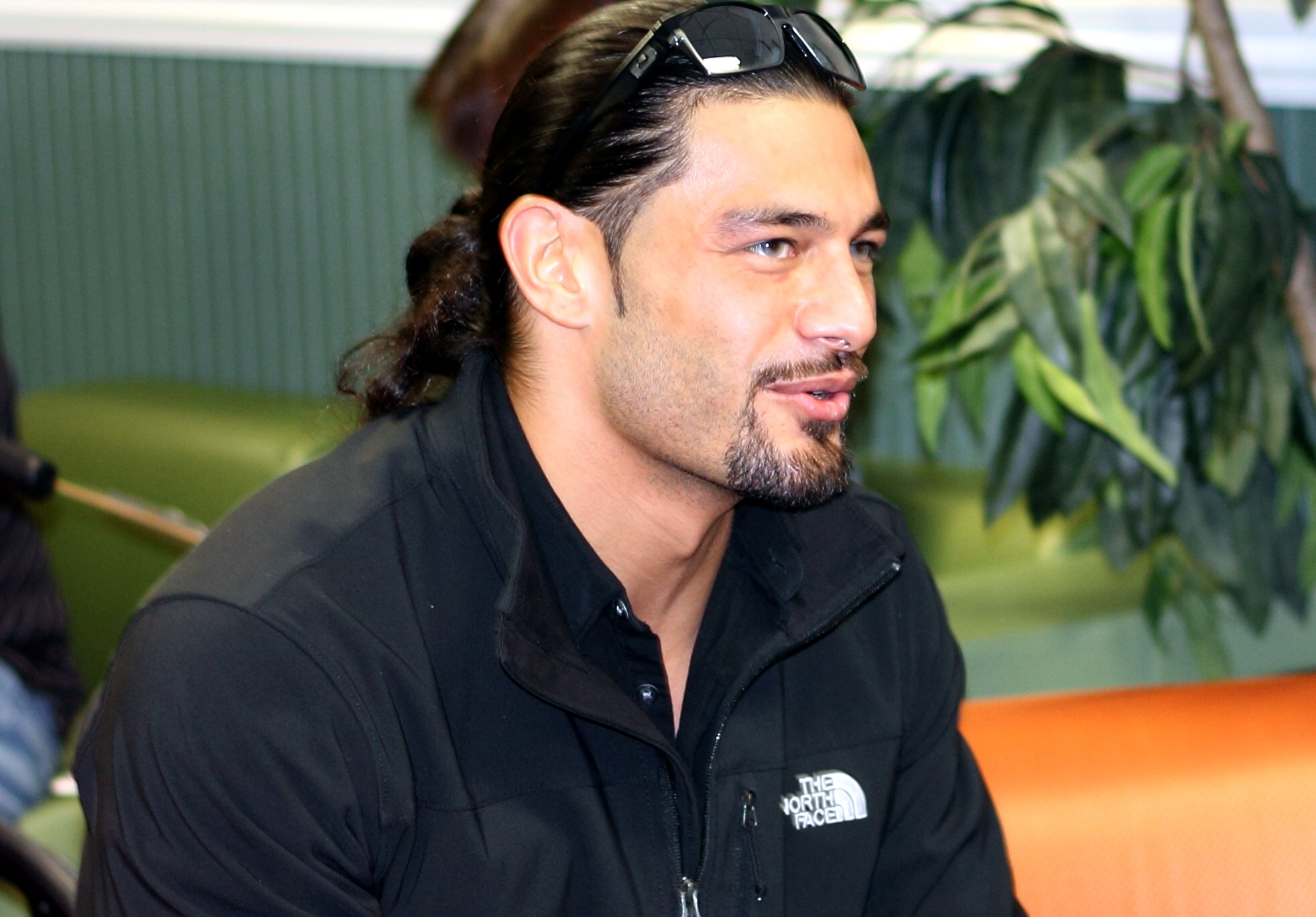
Anoa'i visitando Dell Children's Hospital en 2013.

Tanto su padre Sika como su hermano Matt fueron luchadores profesionales. Como miembro de la familia Anoa'i, él es el primo de los luchadores profesionales The Rock, Umaga, Solo Sikoa, Rikishi, The Usos, Jimmy Snuka, Yokozuna, Nia Jax y Tamina.
Anoa'i estudió Administración en el Instituto de Tecnología de Georgia.
Anoa'i se casó con Galina Joelle Becker, a quien conoció en el Instituto de Tecnología de Georgia, a principios de diciembre de 2004. Tiene una hija nacida en diciembre de 2008, con quien apareció en un anuncio de servicio público en junio de 2014, además de dos varones nacidos en 2016, dos varones nacidos en 2020. y un sexto hijo nacido a mediados de mayo de 2025.
Roman Reigns ha comentado que su principal ídolo del Wrestling es Bret Hart quien además ha sido una de sus principales inspiraciones para convertirse en luchador profesional.
En un examen de rutina, practicado por los servicios médicos de WWE a mediados del mes de diciembre del 2021, dio positivo al COVID-19, por el cual se pierde la lucha por el Campeonato Universal de WWE, ante Brock Lesnar en el evento Day 1 del 1 de enero de 2022.

## Filmografía

### Películas
| Año  | Título                                | Rol               | Notas        |
| ---- | ------------------------------------- | ----------------- | ------------ |
| 2016 | Countdown                             | Él mismo          |              |
| 2017 | The Jetsons & WWE: Robo-WrestleMania! | Él mismo          | Actor de voz |
| 2019 | Fast & Furious Presents: Hobbs & Shaw | Mateo Hobbs       |              |
| 2020 | La otra Missy                         | Tatted Meathead   |              |
| 2021 | Rumble                                | Ramarilla Jackson | Actor de voz |
| 2026 | Street Fighter                        | Akuma             |              |

### Televisión
| Año  | Título               | Rol      | Notas                                                                     |
| ---- | -------------------- | -------- | ------------------------------------------------------------------------- |
| 2013 | Total Divas          | Él mismo | Un episodio                                                               |
| 2015 | Conan                | Él mismo |                                                                           |
| 2015 | WWE 24               | Él mismo | Documental sobre Reigns, su familia y sus experiencias en WrestleMania 31 |
| 2016 | Unfiltered           | Él mismo | Entrevista con Renee Young                                                |
| 2016 | WWE 24               | Él mismo | Documental sobre sus eperiencias en WrestleMania 32                       |
| 2016 | Good Morning America | Él mismo | Programa del 7 de enero                                                   |
| 2018 | Good Morning Britain | Él mismo | Programa del 29 de agosto                                                 |
| 2019 | Cousins for Life     | Rodney   | Temporada 1, episodio 9                                                   |

### Web
| Año           | Título       | Rol                      | Notas                 |
| ------------- | ------------ | ------------------------ | --------------------- |
| 2016–presente | UpUpDownDown | Él mismo/The Merchandise | Apariciones regulares |

## Otros medios
Roman Reigns hizo su debut en los videojuegos como personaje jugable en WWE 2K14, y desde entonces ha aparecido en videojuegos como WWE 2K15, WWE 2K16, WWE 2K17, WWE 2K18, WWE 2K19, WWE 2K20, WWE 2K22 , WWE 2K23 y WWE 2K24

## Campeonatos y logros
- CBS Sports
  - Feudo del año (2020) vs. Jey Uso[355]

- ESPN
  - Mejor historia del año (2022) – compartido con The Bloodline y Sami Zayn[356]
  - Luchador masculino del año (2022)[356]

- ESPY Awards
  - Mejor momento de WWE (2019) – Reigns regresa a Raw y anuncia que su leucemia estaba en remisión.[357]

- Florida Championship Wrestling
  - FCW Florida Tag Team Championship (1 vez) - con Mike Dalton

- World Wrestling Entertainment (WWE)
  - WWE Championship[a] (4 veces)[358]
  - WWE Universal Championship (2 veces)
  - Undisputed WWE Universal Championship (1 vez)
  - WWE Intercontinental Championship (1 vez)
  - WWE United States Championship (1 vez)[359][360]
  - WWE Tag Team Championship (1 vez)[361] – con Seth Rollins
  - Royal Rumble (2015)
  - Elimination Chamber (2018)
  - Triple Crown Championship (vigésimo octavo)
  - Grand Slam Championship (décimo séptimo)
  - Slammy Awards (7 veces)[362]
    - Breakout Star of the Year (2013) con Dean Ambrose and Seth Rollins as The Shield[363]
    - Extreme Moment of the Year (2015) – Post-TLC rampage[364]
    - Faction of the Year (2013, 2014) with Dean Ambrose and Seth Rollins as The Shield[365]
    - Superstar of the Year (2014)[79]
    - Trending Now (Hashtag) of the Year (2013) – #BelieveInTheShield with Dean Ambrose and Seth Rollins as The Shield[363]
    - "What a Maneuver" of the Year (2013) – Spear[363]

  - WWE Year–End Award (2 veces)
    - Best Reunion (2018) – as part of The Shield[366]
    - Hottest Rivalry (2018) – vs. Brock Lesnar[366]

  - Bumpy Award (1 vez)
    - Superstar of the Half-Year (2021)

- Pro Wrestling Illustrated
  - Luchador del año (2022)
  - Equipo del año (2013) con Seth Rollins (The Shield)[367]
  - Luchador más inspirador del año (2018)
  - Luchador más inspirador del año (2019)
  - Luchador más odiado del año (2016)
  - Luchador que más ha mejorado del año (2015)
  - Retorno del año (2019)
  - Situado en el Nº371 en los PWI 500 de 2011[368]
  - Situado en el Nº351 en los PWI 500 de 2012[369]
  - Situado en el Nº39 en los PWI 500 de 2013[370]
  - Situado en el Nº7 en los PWI 500 de 2014[371]
  - Situado en el Nº4 en los PWI 500 de 2015[372]
  - Situado en el Nº1 en los PWI 500 de 2016[373]
  - Situado en el Nº4 en los PWI 500 de 2017[374]
  - Situado en el Nº7 en los PWI 500 de 2018[375]
  - Situado en el Nº14 en los PWI 500 de 2020[376]
  - Situado en el Nº2 en los PWI 500 de 2021[377]
  - Situado en el Nº1 en los PWI 500 de 2022[378]
  - Situado en el Nº2 en los PWI 500 de 2023[379]

- Wrestling Observer Newsletter
  - Mayor progreso (2013)[380]
  - Equipo del año (2013) con Seth Rollins[380]
  - Luchador Más Sobrevalorado (2016)